# 遠藤理のボン・ディマンシュ
遠藤理のボン・ディマンシュ（えんどうただしのボン・ディマンシュ）は、茨城放送で1998年4月12日から2006年4月2日まで放送されていた生放送のラジオ番組である。
番組タイトルの「ボン・ディマンシュ」はフランス語で「美味しい日曜日」（Bon-Dimanche）という意味である。

## 放送時間
| 放送期間              | 放送時間 (JST)    | 放送分数 | 備考 |
| --------------------- | ----------------- | -------- | --- |
| 1998.4.12 - 2003.5.25 | 日曜13:00 - 17:00 | 240分    | - |
| 2003.6.1 - 2004.3.28  | 日曜13:00 - 16:50 | 230分    | 16:50からテレマートラジオショッピングが開始されたことに伴う措置。                                                                     |
| 2004.4.4 - 2006.3.26  | 日曜12:00 - 16:20 | 260分    | 12:00の番組が終了し、昼のIBSニュース、天気予報が11:50に移動したことに伴う措置と、日曜16時台後半に文化放送制作番組放送開始に伴う措置。 |
| 2006.4.2              | 日曜12:00 - 16:00 | 240分    | 最終回のみ。16時台前半に『お誕生日おめでとう』が枠移動してきたことに伴う措置。                                                        |

## 番組の足跡
これまでの茨城放送の日曜昼は13時から15時までIBSヒットランキング（第1部・歌謡カプセル→歌謡エクスプレス→サンデースーパーカーニバル　14時から第2部・ポップランド、いずれも1998年より夜に移動）、15時・16時台は主に30分の録音番組を放送しており、生放送はニュース、天気予報以外はなかった。詳しくは、茨城放送日曜ワイド番組枠などを参照（但し1994年より15時から15時30分はニュース担当アナによる生情報番組を放送していた。）。
そして1998年4月12日に番組がスタートした。
- 1998年4月12日　日曜13時から17時までの枠で番組スタート
- 1998年5月31日　初めてお出かけボンディマンシュが放送
- 1998年8月30日　台風接近により番組内容大幅変更
- 1998年10月4日　旭ふるさとふれあいネットからのふるさと放送局
- 1998年11月15日　前日から放送されていた大型特番『開局35周年記念ラジオマラソン』放送のため、この日の放送は休止[1]
- 1999年7月18日　ポケベルダービースペシャル
- 1999年11月21日　シャトーカミヤワイン祭からの生放送
- 1999年12月12日　ドコモショップつくばから放送。Iモードダービーが行われる
- 2000年4月1日　花見バスツアー開催
- 2000年10月28日　ワイン講座バスツアー開催
- 2001年3月25日 ポケベルダービー終了
- 2001年4月1日　Iモードダービーがレギュラー企画化
- 2001年10月21日　この日から4週連続ふるさと放送局開催（11月11日放送分まで）
- 2001年11月18日　Iモードダービースペシャル
- 2001年12月22日 - 12月23日　グランデコのスキーバスツアーを開催。以後、毎年の恒例に
- 2002年4月21日　Iモードダービー終了
- 2002年5月5日　FOMAダービー開始
- 2002年9月15日　この年から石岡のおまつりでのふるさと放送開始
- 2002年10月13日　遠藤が欠席、たかとりじゅんが司会を代行
- 2002年11月17日 FOMAダービースペシャル
- 2002年12月29日　初の公開スタジオからリスナーを集めて生放送
- 2003年4月6日　開局40周年スペシャルに野村邦丸がゲストとして出演
- 2003年6月1日　放送時間が13時から16時50分までに変更
- 2003年7月20日　遠藤が欠席、上恭ノ介が司会を代行
- 2003年11月9日　中嶋が欠席、遠藤が一人で番組を進行
- 2004年4月4日　放送時間が12時から16時20分までに変更。同日、ダービーのルーレット抽選方式が変わる
- 2004年7月25日　遠藤が欠席、上恭ノ介が司会を代行
- 2005年5月22日　国際会議場から、つくばエクスプレスカウントダウンイベントを放送。
- 2006年1月1日　新春スペシャルとして午前11時から放送
- 2006年4月2日　放送時間が12時から16時までに変更し、その回で最終回。8年間の歴史に幕。

## 出演者
- 遠藤理（元・茨城放送アナウンサー）
- 中嶋みさ（開運改名前は「清水みさ」）

## 主なコーナー
- おもしろ野球ゴールデンゴールズ
茨城ゴールデンゴールズの情報番組。選手たちの話も聞ける。
- ボンディ・アルバム・ヌーボー
県内各有名レコード店のアルバム売上を番組独自が集計してチャートを反映する。
- ボンディ・シネマ・コンシェルジュ
毎週出される「お題」に添った映画にまつわるトークコーナー。リスナーからの投稿も受け付ける。
- コマン・サヴァ
各アーティストを迎えてのトーク。場合によってはスタジオミニライブも。毎週放送ではない。
- FOMAダービー
スタジオに3台のFOMAが持ち込まれてリスナーがリクエストするコーナー。番組内では最も人気の高いコーナーである。詳しくは後述する。

### 過去にあったコーナー
- 金馬車プレゼンツナウ＆ゼン（パチンコ金馬車（現・キコーナ）提供）
今週のランキング＆過去のランキングを比較するコーナー。週によって邦楽だったり洋楽だったりしていた。13時台に放送していた。
- クレオ・サウンドシティー
2002年4月に日曜11:45から枠移動。つくば市吾妻のショッピングセンタークレオから放送していた。2本録りで、1本は生放送、もう1本は録音である。14時台に放送していた。
- ハワイアンブリーズ
- ハーモニータイム
2004年より1年間は本番組に内包。聞き手は大和田憲子
- ニューストゥディ
エンディング前のコーナー。主なニュース項目を伝える。遠藤が担当。

## グランテーマ
番組では毎週一つのテーマが与えられる。比較的難しいグランテーマの週があったりするようなときはプチテーマというのも与えられる。
基本的にプチテーマは軽いアンケートみたいなものが多い。
頻繁に扱われたテーマ
- 音楽特集
基本的にリクエスト中心のテーマ。過去には洋楽やクラシックだけを特集した回もあった。
- ○○でGO!
○○の中には色々なものが入る。「ダジャレでGO!」や「俳句でGO!」などは一番ネタが上手いリスナーは殿堂入りをした。
また、「ダジャレでGO!」のときは一度だけ、ネタが寒かったりした場合はあくびやカラスの鳴き声の判定があった。
他に「プチテーマでGO!」、「川柳でGO!」、「なぞなぞでGO!」もあった。
「ダジャレでGO!」は2006年2月4日より「D-1グランプリ」としてリニューアルされたが、第2回を行う前に番組が終了することとなった。
- 賞品無しのクイズ大会
リスナーに電話をかけて遠藤か中嶋、ディレクターの対戦相手を決めてクイズに挑戦する。
最初リスナーは解答者だけだったが、2回目以降はサイコロで解答者か出題者かを決めるスタイルに変更された。
なお、正解すればリクエストがかかるというご褒美があり、特にディレクターに勝てばフルコーラスかけられるという特典があった。
2002年12月29日の公開スタジオからの生放送の時も、このテーマで行った。この回のみ、午前のニュースを読んでいた鹿原徳夫アナウンサーもゲストとして出演した。
- よりどリクエスト
2001年8月26日に第1回を放送。こちらも一時期人気になったグランテーマ。
最初は遠藤と中嶋に様々なことをやってほしいという内容だったが、3回目の放送の2002年5月12日の放送でアナウンサーに電話をかけるというリクエストが来る。このときは鹿原徳夫アナウンサー、高木圭二郎アナウンサー他数名のアナウンサーに電話をしていた。鹿原は美和村（現：常陸大宮市）、高木はお台場にいた。
4回目である2002年9月29日でもやはり電話をかけるというメールが来て、このときは鹿原と高木に電話をかけた。このとき鹿原は烏山町（現：那須烏山市）、高木はヴィーナスフォートにいた。
5回目の2002年12月15日のときには電話をかけるというメールが殺到してしまった。しかしこのとき鹿原は電源を切っており、高木は茨城県内某所にいた。
- 実験ラジオ
番組初期の頃には頻繁に行われており、まさにIBS三大野放し番組の原型となる企画だった。
内容は回によって様々だったが、「もう聞きたくない曲リクエスト大会」（内容はあなたの嫌いな曲をリクエストする内容。1999年5月16日放送）や、「英語禁止リクエスト」（内容は英語、カタカナを言わずにリクエストを流す。2000年2月6日放送）などがあった。他には「省エネラジオ」、「しりとリクエスト」というものもあった。

## FOMAダービー
新聞のラジオ欄には「メールダービー」という記載になっているが、正式なコーナー名はこちらである。番組内の15時から15時30分頃に行っており、2004年3月までは16時台に放送していた。
ただし、番組がふるさと放送局などでスタジオ外から放送しているときや、スタジオからの放送であっても特別企画が入っている場合や、スポーツ中継、大事件・災害による内容大幅変更の場合は休止になる。例外として1999年12月12日はドコモショップつくばからの放送であったが、このときはダービーが通常通り行われている。スタジオ外からの放送でダービーが行われたのはこれ1回だけだった。

### 進行手順
1. 3台のFOMAがスタジオ内に運ばれてくる。3台の内訳は赤（メールアドレスはbon-red1197）、青（同bon-blue1197）、ピンク（同bon-pink1197）。
2. 遠藤の「ゲートオープン」のコールで受け付け開始。受付時間30秒以内で各FOMAに2番目までに入った曲にオンエアの権利が与えられる。「ゲートオープン」のコール前に着信した曲や、30秒を過ぎて着信した曲、30秒以内であっても3番目以降に着信した曲はオンエアの権利を失う。また、（パソコンのアウトルックなどから）一度に大量に送信した場合も失格となる。
3. 30秒経過後、全てのエントリーが出揃った後にルーレット抽選を行い、そこにボールが入ったマスに止まった場所に該当する曲がオンエアされる（コーナー内ではウィナーと呼ばれる）。ルーレットは37マスあるが、1マスだけ全エントリー失格の白いマスがあり、ここにボールが止まると失格となり、リセットして次のラウンドに移る。
4. オンエア曲が決まればスタッフ[4] がレコード室まで該当の曲を探しに出かける。レコード室に該当の曲がない場合は、再抽選となる。過去には2回当たっても該当の曲がないこともしばしばあった。
5. スタッフが該当の曲を探し出してきて準備ができれば次のラウンドの受け付けが開始される。次のラウンドのゲートオープン後は前のラウンドでウィナーになった曲が流れる。

以上の手順をコーナーの時間内（6回前後）繰り返し行う。

### ダービーの変遷
ダービーは最初はポケベル、Iモードと続き、FOMAダービーが3代目である。
ダービーは放送開始当初から続いている人気企画である。当初は16時から16時30分頃に放送されていたが、2004年から放送が16時20分までになったのに伴い現在の時間枠に変更された。

#### ポケベルダービー時代
0から4の番号のポケベルが置かれ、そこに1番目に入った曲しかオンエアの権利がなかった。
抽選方式はサイコロで決め、1から4の出目ならその番号で、6が0のポケベル。5が出ればリセットして次のラウンドとなった。
回によっては5が連続して出たこともあった。
次のラウンドのゲートオープンは前のラウンドでウィナーになった曲が流れ、全てのエントリーが出揃うまで流れる。
なお、時間によっては混みあう事もあり、なかなか入らない場合は曲がフルコーラスかかっていた。なお、フルコーラスかかって全エントリー読み上げ後、入らなかった場合はその番号は欠番扱いとなった。

#### Iモードダービー時代
FOMAダービーに近いルールとなる。
1999年12月12日はドコモショップつくばからの放送で14時台に1回きりの放送を行った。そしてポケベルに代わって2001年から通常放送でも登場した。
第1回では第1ラウンドの受付を開始した直後から圧倒的な数のメールが送られてきてしまい（実に100件以上のリクエストがあったという）、遠藤や中嶋はかなり困ってしまったそうだ（抽選からウィナーの曲がかかるまで実に15分以上も時間を費やした）。
そのため第2ラウンドからはオペレーター（のちの理’Sエンジェル。なお、結成当初はボンギャルという名前だった）が各端末を担当するようになり、受付時間を1分（2回目以降は現在と同じ30秒）としたが、この回ではいろいろあり3ラウンドまでだった。
第1回の第1ラウンドウィナーはゴスペラーズの「ひとり」であった。
2回目以降（4月8日は潮来市からのふるさと放送のためダービーは休止）からは第1ラウンドからオペレーターと中嶋が各端末を持つようになった。そして、この回からダービー中に限り電話リクエストの受付ができなくなった。
最終回が2002年4月21日なのは翌週28日が海浜公園からの生放送でダービーが休止だったためである。
なお、ダービー休止が数週に渡って続いた場合は再開した週にスペシャルを行った。

### 「しばり」
グランテーマの音楽特集などによっては特定の曲しか受け付けない「しばり」というものもある。ポケベルダービー後期の2000年から始まり（始めた当初は実験的であったらしいが、結構な数のリクエストが来たため不定期にやるようになった）、ポケベルダービー時代は5回行われ、Iモードダービーは1回、FOMAダービー時代は10回行われた。2002年はしばりが1回もなかった。
過去に出た「しばり」
- 洋楽しばり（グランテーマが音楽特集「だから洋楽が好き！」2000年8月20日放送　ダービーで最初のしばりが出た回でもある）
- ビートルズしばり（グランテーマが音楽特集「徹底的にビートルズ」　2000年10月8日放送）
- クリスマスソングしばり（このしばりは2000年11月26日、12月24日に2度やった以降、しばらく無かったが、2004年からまた復活した。2004年12月12日、2005年12月25日に行われている。ちなみに2000年11月26日の回はテーマが「一月早いクリスマスソング」）
- サザンオールスターズしばり（グランテーマが音楽特集「あなたの選ぶ愛の歌」　このときは遠藤が「究極のラブソングといえばサザンオールスターズでしょう」と発言したのが始まり　2001年2月11日放送）
- ラブソングしばり（これはバレンタインデーが近い事もあってテーマが中嶋みさ特別企画でもあったため　2005年2月13日放送）
- 夏の歌しばり（グランテーマが音楽特集「一足早い夏の歌」で、Iモードダービーでは最初で最後のしばり　2001年7月1日放送）
- バラードしばり（グランテーマが音楽特集「心に染みるバラード」で、FOMAダービーで最初のしばりがでたダービー　2003年10月26日放送）
- アメリカしばり（これは、グランテーマが「あなたの心に残る景色」で、アメリカの景色が最高というメールが多かったため、急遽遠藤が「じゃあ今日のダービーはアメリカしばりにしよう」と言ったのが始まり　2000年12月17日放送）
- 日本語しばり　2005年
- 歌謡曲しばり　2004年
- カタカナ＆アルファベットしばり　2005年
この日本語しばり、歌謡曲しばり、カタカナ＆アルファベットしばりは曲タイトルのみでアーティスト名はしばり対象外である。

### 特別なルール
2000年5月14日放送と2001年5月13日放送はキリンビール取手工場からの公開生放送だった。この回ではリスナーに懸賞があったため、通常のリクエストではなく、クイズ形式でダービーを行った。

進行手順は通常とほぼ同じだが、メッセージのとこにはクイズの答えと応募者の住所氏名を表記。

その後遠藤の抽選で当たった方にプレゼントが当選するといったルールであった。

### エピソード
FOMAダービー第1回の1曲目にかかったのはGLAYの「HIGHWAY No5」。
最終回（2006年4月2日）の最終ラウンドのウィナーもGLAYの「南東風」だった。
ポケベルダービー時代は、氷室京介の「Sleepless Night〜眠れない夜のために」が2連続でウィナーになる珍事もあった。
毎週あわや白に止まるというシーンがあるが、数週に1回の確率である。
最終回の第5ラウンドも白がでるという波乱だった。
2005年7月24日の放送では第6ラウンド、第7ラウンドの2連続で白いマスにボールが止まるという事態が起きた。
2002年12月放送の最終ラウンドでは、6個のエントリー中に4つも野村邦丸の『青空』がエントリーされたことがあった。
不祥事を起こしたアーティストは、報道後数週間、そのアーティストの曲が一切エントリーできなかった。
アーティストしばり（ビートルズ、サザンオールスターズ）の回は、そのアーティストのシングル、アルバムがダービー開始前に全てスタジオ内に運ばれてきていたため、エントリーが決まれば直ぐに曲が流れるという形式になっていた。
2000年12月31日放送では、ダービー前の交通情報後、中嶋が「遠藤さん、今日のダービーは何のしばりにしましょうか？」という発言があったが、その回は事前に何の予告もなかったため、しばりは付かなかった。

## お出かけボンディマンシュ
番組では不定期にスタジオを飛び出して外から番組を放送する事がある。
2つのパターンがあり、各地のお祭りなどから放送する「ふるさと放送局」と、大きなイベントから放送するものがある。
原則として、一般リスナーの番組観覧は可能だが、2005年5月22日のつくば国際会議場から放送されたつくばエクスプレスカウントダウンイベントでは事前に応募して当選された者しか番組を観覧できなかった。
過去にも関係者以外立ち入り禁止の場所での生放送で一般リスナーの観覧が不可だった放送もあった。
ふるさと放送は現在ではひたちなか市IBSラジオ祭り＠国営ひたち海浜公園、潮来市あやめ祭り、石岡市とびだせ!石岡のお祭り、牛久市シャトーカミヤワイン祭りが定番で、この他にもう1箇所どこかの産業振興祭りが加わる形である。
基本的にお出かけボンディマンシュは年に5〜6回くらいの割合だが、過去には4週連続ふるさと放送を行ったこともあった。番組が終了した現在でも、ふるさと放送局は特番という形で放送されている。

### バスツアー
これとは別に番組ではバスツアーというのがあった。
最初は2000年4月1日土曜日にシャトーカミヤでお花見バスツアーを行ったのが最初である。この模様は、翌2日のボン・ディマンシュ内の15時から1時間程度のダイジェスト版で放送された。その後、ポケベルダービーの曲待ちメッセージの最中にも、「抽選で落ちた人や、当日仕事で行けなかった人たちの為にもう一度やってほしい」などのメール・FAXが多数あったため、翌年4月にも第2弾を行った。
後に2001年12月22日から翌23日にかけて裏磐梯グランデコでのスキーツアーが始まり、毎年恒例となった。
当初は1日目の夜にはスペシャルパーティー、ツアー参加者全員がラジオドラマに出演する劇団ボンディマンシュというのがあった。
2日目には現地からボンディマンシュの生放送があった。
しかし、年末の抽選に漏れた人が続出したため、急遽2002年3月に2度目のスキーツアーを実施した。（このときはラジオドラマ、現地からの生放送はなし）
なお、12月のスキーツアーでの劇団ボンディマンシュ、現地からの生放送は2002年を最後に廃止され、2003年以降は遠藤と中嶋は2日目の朝まで現地にいて、そこからスタッフの車で水戸に午前中のうちに戻ってきて通常通りの番組を放送という形になった。
2005年3月のときは、当初芦川愛子（当時茨城放送アナウンサー）も参加予定であったが、風邪の為参加できず、翌月に急遽芦川主催でスキーツアーを実施した。
なお、スキーツアーの応募倍率は12月、3月開催とも定員の2倍以上の応募がある。
厳選な抽選の結果、当選者および抽選に漏れた応募者にも通知が郵送された。
番組が終了した2006年冬以降は、スキーツアーの募集は行っていない。

## エピソード
- メインパーソナリティである遠藤は「ボン・ディマンシュ」が始まる前に「ポップランド」のパーソナリティも担当していたため、茨城放送日曜午後の顔として長く定着していた。
- 高校野球期間は、番組の大部分が中継に充てられるため、放送開始時間が15時や16時というときもあった[10]。この場合は、前半にダービーを3ラウンド程度、後半にナウ＆ゼンを行い、残った時間にメッセージ紹介及び本日の高校野球結果を発表して終了という形だった。特に2002年以降は3回戦以降は延長オプションが17時に延びたため、試合が大幅に縺れた場合は番組自体が休止となることもあった[11]。
- 毎年1月第3日曜日に開催される『全日本都道府県対抗男子駅伝』（制作：RCC）放送時は15:15からの放送に短縮された。
- 番組の終わりには居残り端末（番組内では「居残りFOMA（Iモード）」、あるいは単に「居残り」と呼ばれる）が1台置かれ、ここに簡単なメッセージを送れる。ただし、競輪中継が番組の終わりに入る場合は居残り端末の募集は行わなかった（最近は平日夕方の「阿部重典のアットマーク」（現在の夕刊ほっと）内に競輪中継が組まれる事が多いため、日曜に放送されることは滅多になくなった）。
- お出かけボンディマンシュは基本的には12時から16時20分の枠で放送だが、2003年11月23日の鉾田町（現・鉾田市）からの放送では15時から「IBSスーパーサッカー　鹿島アントラーズ－柏レイソル」があったため15時までの放送だった。
- 番組初期は常北町（現・城里町）のスタジーフェアと旭村（現・鉾田市）のあさひふるさとふれあいネットからのふるさと放送が定番だった。
- 本番組終了後、中嶋は土曜日のワイド番組のアシスタントに移動したが、1年後に降板となり、その後は「IBSふるさと放送局」程度のみの茨城放送出演だったが、2008年11月より「iiasつくば トーキングモール」のアシスタントを務めていた（2008年11月2日〜2009年3月29日）。なお、2009年3月22日放送の当番組では遠藤が出演し、かつての共演がみられた。

## テーマ曲
- Love Theme from St. Elmo's Fire（デイヴィッド・フォスター） - 番組エンディングテーマ